# Aminatta Forna

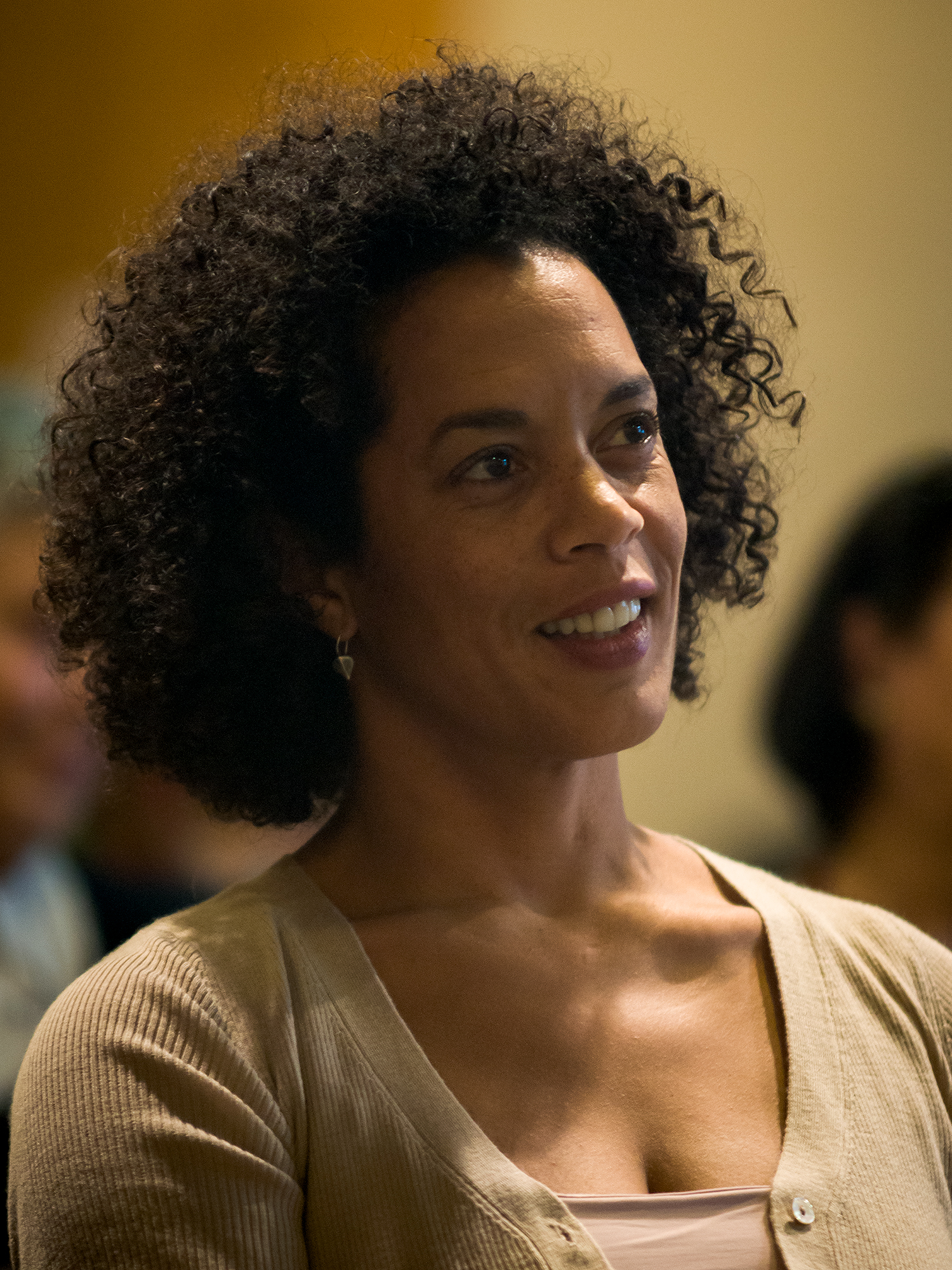
Aminatta Forna (2008)

Aminatta Forna, OBE (geboren im 1964 in Glasgow, Schottland) ist eine britische Schriftstellerin.

## Leben
Aminatta Forna wurde 1964 in Glasgow geboren. Ihr Vater Mohamed Forna stammte aus Sierra Leone, ihre Mutter Maureen Christison war aus Schottland. Als sie sechs Monate alt war, zog die Familie nach Sierra Leone. Ihre Mutter ließ sich 1970 scheiden. Forna lebte mit ihren zwei Geschwistern und ihrem Vater sowie der Stiefmutter in Sierra Leone. 1975 wurde ihr Vater in Sierra Leone wegen Landesverrat hingerichtet.
Forna studierte Rechtswissenschaften an der University College London und dann an der  University of California, Berkeley. Von 1989 bis 1999 arbeitete Forna als Journalistin für die BBC. Sie realisierte Dokumentarfilme zu Themen aus Kultur und Politik.
Aminatta Forna lebt in London und ist mit dem Designer Simon Westcott verheiratet.

## Werk
In ihrem ersten Roman The Devil that Danced on the Water schildert sie die Geschichte ihres Vaters. Ancestor Stones erschien 2006 und erzählt die Geschichte von vier afrikanischen Frauen. Mit dem Roman The Memory of Love gewann sie 2011 den  Commonwealth Writers’ Prize. Aminatta Forna war für den Neustadt International Prize for Literature 2016 nominiert.

## Werke (Auswahl)
- The Devil that Danced on the Water. Grove Press, New York 2002, ISBN 0-8021-4048-3.
  - Tanz mit dem Teufel: meine afrikanische Kindheit. Übersetzt von Bea Reiter, Bertelsmann Verlag, Rheda-Wiedenbrück/Gütersloh 2003.
- Ancestor Stones. Atlantic Monthly Press, New York 2006, ISBN 0-87113-944-8.
  - Abies Steine. Übersetzt von Sabine Schwenk. Berlin Verlag, Berlin 2007, ISBN 978-3-8270-0735-3.
- The Memory of Love. Bloomsbury, London 2010, ISBN 978-1-4088-0424-7.
  - Ein Lied aus der Vergangenheit. Übersetzt von Giovanni Bandini und Ditte Bandini. Deutsche Verlags-Anstalt, München 2012, ISBN 978-3-421-04522-5.
- The Hired Man. Bloomsbury, 2013, ISBN 978-1-4088-1877-0
- Happiness. Atlantic Monthly, 2018, ISBN 978-0-8021-2755-6

## Auszeichnungen
- 2008: LiBeraturpreis für Abies Steine[4]
- 2011: Commonwealth Writers’ Prize für The Memory of Love
- 2014: Windham–Campbell Literature Prize in der Kategorie Fiction.
- 2017: Officer des Order of the British Empire
- 2019: Aufnahme in die Anthologie New Daughters of Africa von Margaret Busby